# Gefahrtarif
Der Gefahrtarif ist eine Satzung einer deutschen gewerblichen Berufsgenossenschaft. Sie dient zur Berechnung des Unfallversicherungsbeitrags für einzelne Unternehmen, für die die Berufsgenossenschaft zuständig ist.

## Zweck des Gefahrtarifs
Die Bemessung des Beitrags zur Unfallversicherung nach der Unfallgefahr anhand des Gefahrtarifs dient zur Prävention von Arbeitsunfällen und Berufskrankheiten. Sie soll diejenigen Unternehmer begünstigen, die langfristig für möglichst wenig gefährliche Arbeitsbedingungen sorgen. Über eine Begünstigung beim Beitrag kann der Präventionsgedanke in die unternehmerische Kalkulation einfließen und sich auch so für den Unternehmer „lohnen“, der ansonsten durch die Unfallversicherung von seiner Haftung im Arbeitsverhältnis freigestellt ist.

## Rechtsnatur, Festsetzung und Geltungsdauer des Gefahrtarifs
Der Gefahrtarif wird von der Vertreterversammlung der Berufsgenossenschaft als autonomes Satzungsrecht beschlossen. In der Praxis wird der Beschluss allerdings von der Verwaltung der Berufsgenossenschaft vorbereitet (Beitragsabteilung).
Der Gefahrtarif selbst und jede Änderung bedürfen der Genehmigung durch die Aufsichtsbehörde Bundesamt für Soziale Sicherung (§ 158 Abs. 1 SGB VII).
Wird der Gefahrtarif nicht rechtzeitig alle sechs Jahre neu festgesetzt (Geltungshöchstdauer nach § 157 Abs. 5 SGB VII), so stellt ihn die Aufsichtsbehörde in Ersatzvornahme auf (§ 158 Abs. 2 SGB VII, § 89 SGB IV).

## Gliederung des Gefahrtarifs
Der Gefahrtarif wird gemeinhin in zwei Teile gegliedert:
- Teil I enthält in tabellarischer Form einen Überblick über die Gewerbezweige, für die die Berufsgenossenschaft zuständig ist, und über die Gefahrklassen, die ihnen jeweils zugewiesen sind,
- während Teil II besondere Bestimmungen für das Veranlagungsverfahren trifft.

Ein Beispiel für Teil I des Gefahrtarifs der damaligen Zucker-Berufsgenossenschaft, der ab dem 1. Januar 1999 in Kraft war:
| Gefahrtarifstellen | Gewerbezweige                                                                                                  | Gefahrklassen |
| ------------------ | --- | ------------- |
| 1                  | Zuckerfabriken, Zuckerraffinerien                                                                              | 5,0           |
| 2                  | Herstellung von Kandis, Sirup, Kunsthonig und ähnlichem ohne Vorderbetrieb sowie Herstellung von Instantzucker | 5,0           |
| 3                  | kaufmännischer und verwaltender Teil der Unternehmen                                                           | 0,8           |

### Tarifstellen
Die Tarifstellen fassen die Unternehmer zu Gefahrengemeinschaften zusammen (§ 157 Abs. 2 Satz 1 SGB VII). Diese Unternehmer haben ähnliche Unfalllasten. Andererseits spielen hier aber auch versicherungsmathematische Gesichtspunkte eine Rolle: Die Unfallgefahr muss sich in einer Tarifstelle zufällig verteilen, sonst kommt es nicht zu dem „versicherungsmäßigen Risikoausgleich“, den das Gesetz fordert. So wird das Versicherungsprinzip bei der Finanzierung der Unfallversicherung umgesetzt. Es liegt im Ermessen der Vertreterversammlung, welche und wie viele Tarifstellen sie im Gefahrtarif vorsieht. Die Belastungsziffern der Gewerbezweige, die in einer Tarifstelle zusammengefasst werden, dürfen nach der Rechtsprechung des Bundessozialgerichts allerdings „nicht auffällig (statistisch signifikant) von der durchschnittlichen Belastungsziffer der Tarifstelle abweichen“.

### Gefahrklassen
In den Gefahrklassen kommt die unterschiedliche Unfallbelastung der jeweiligen Branche und Tätigkeit im Verhältnis zu den anderen Gewerbezweigen zum Ausdruck. Die Gefahrklassen bestimmen neben dem Umlagesoll und der Lohnsumme die Höhe der Beiträge zur Unfallversicherung.
Die Gefahrklassen werden gemäß § 157 Abs. 3 SGB VII „aus dem Verhältnis der gezahlten Leistungen zu den Arbeitsentgelten berechnet“. Andere Möglichkeiten ihres Zustandekommens (Aushandeln zwischen Unternehmern und Versichertenvertretern in der Vertreterversammlung; vergleichsweise Einigung im Verwaltungsverfahren oder im sozialgerichtlichen Verfahren) sind deshalb nach dem Wortlaut des Gesetzes ausgeschlossen. Die Rechtsprechung betont aber, dass die Gefahrklasse „nicht nachrechenbar, wohl aber nachvollziehbar sein“ müsse. Die letztlich festgesetzte Gefahrklasse kann daher von der rechnerischen sogenannten Belastungsziffer abweichen.
Rechtsstreitigkeiten drehen sich daher häufig um die Frage, aus welchen Gründen die Gefahrklasse vom rechnerischen Wert der Belastungsziffer abweichend festgesetzt werden darf. Im Wesentlichen sind insoweit das Übermaßverbot und der Vertrauensschutz einschlägig, die dem Anstieg der Beiträge eine obere Grenze setzen. Beitragsanstiege sollen sich „in maßvollen Grenzen halten“.
In die Berechnung sollen möglichst aktuelle Daten einfließen (Neulasttarif), die Gewichtung von Neu- zu Altlasten liegt aber im Ermessen der Vertreterversammlung.

## Rechtsschutz gegen den Gefahrtarif
Gegen die Festsetzungen des Gefahrtarifs kann der Unternehmer nur indirekt vorgehen, indem er sich gegen den Veranlagungs- oder gegen den Beitragsbescheid wendet. Beide Bescheide werden auf den Gefahrtarif gestützt.
Das Sozialgericht kann den Gefahrtarif als materielles Gesetz bei der Prüfung der Bescheide verwerfen. Dies jedoch nur hinsichtlich derjenigen Tarifstelle, die für den Kläger einschlägig ist, denn nur insoweit ist er beschwert und in seinen Rechten verletzt. Das Gericht kann also nicht den Gefahrtarif im ganzen für unwirksam erklären.

## Streitigkeiten um Gefahrtarife
Bekanntgeworden sind in neuerer Zeit vor allem zwei Konflikte bei der Verwaltungs-Berufsgenossenschaft, die zu einer Reihe von Streitigkeiten vor den Sozialgerichten und zu einer schlechten Presse für die gesetzliche Unfallversicherung geführt hatten:

### Profisportvereine
Die Festsetzung der Tarifstellen und der Gefahrklassen für Sportvereine, die Berufssportler beschäftigen, in den Gefahrtarifen 1995 und 2001 war hochstreitig, weil die Profifußballvereine dadurch unvermittelt zur Zahlung eines Vielfachen ihres vorherigen Beitrags verpflichtet gewesen wären. Die Querelen wurden schließlich in einem Vergleich der Berufsgenossenschaft mit dem Deutschen Fußball-Bund beigelegt, in dem den Vereinen rückwirkend erhebliche Beitragsnachlässe zugestanden worden waren. Hintergrund war erheblicher politischer und finanzieller Druck auf die Berufsgenossenschaft.
Merkliche Beitragserhöhungen für die Sportvereine waren erneut im Jahr 2010 abgewendet worden, diesmal durch eine Intervention des Deutschen Olympischen Sportbunds beim Bundesarbeitsministerium.
Die Unsicherheit in diesem Bereich besteht fort, weil im Profisport dauerhaft sehr hohe Unfalllasten entstehen, vor allem beim Eishockey und im Fußball. Die Berufsgenossenschaft reagierte darauf im Jahr 2014 mit einer Präventionskampagne, die sich an die Sportvereine und die Berufssportler richtet. Die übrigen bei der Verwaltungs-Berufsgenossenschaft versicherten Unternehmenszweige monieren, sie würden zu Unrecht die Lasten der Sportvereine mitfinanzieren, wenn diese nicht zu Beiträgen herangezogen werden, die ihrem Unfallrisiko entsprechen. Gegen diese mittelbare Betroffenheit wenden sich insbesondere die Zeitarbeitsfirmen, während die Steuerberater gegen Beitragsanstiege im Übrigen durch eine neue Tarifstellenbildung vorgegangen waren, allerdings erfolglos.

### Zeitarbeitsfirmen
Ein weiterer Streitpunkt waren die Gefahrklassen für Unternehmen der gewerblichen Arbeitnehmerüberlassung. Sie verlangten, so gestellt zu werden, wie die Branchen, in die sie jeweils Mitarbeiter „entleihen“, hatten damit aber bei den Gerichten keinen Erfolg.